# Quicuíte
Quicuíte ou Kikwit é a maior cidade da província de Cuílo, na República Democrática do Congo. Tem uma população estimada em 370.328 habitantes. Está localizada às margens do rio Cuílo.
Em 1995, uma epidemia do vírus Ebola afetou a cidade, sendo chamada de Epidemia de Quicuíte.